# 조사 시찰단

1882년 일본 유학 중의 유길준

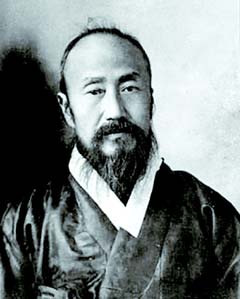
윤치호의 사진

조사 시찰단(朝士視察團)은 1881년(고종 18년) 5월 7일(음력 4월 10일)부터 8월 26일(음력 윤7월 2일)까지 김홍집의 주장에 따라 수신사에 이어 일본 제국에 파견되었던 집단이다. 과거에는 신사 유람단(紳士遊覽團)이라고 지칭하였으나 한국사 용어 수정안에 따라 조사 시찰단으로 바꾸어 부른다. 조사(朝士)는 조선의 조정에서 벼슬을 하는 신하라는 뜻으로, 《매천야록》 유람조사(遊覽朝士)라는 명칭으로 등장한다. 반면 신사(紳士)는 영어로 젠틀맨(gentleman)과 같은 말이며, 일본 관리들이 지어주었다는 설과 1930년 동아일보에 실린 윤치호의 회고담에서 왔다는 설이 있다.

## 개설
강화도 조약이 체결(1876년)된 뒤 수신사인 김기수와 김홍집은 일본에 다녀온 뒤, 서양의 근대 문명과 일본의 문물제도를 배워야 한다고 주장하였다.
박정양 · 엄세영(嚴世永) · 조병직(趙秉稷) · 민종묵 · 조준영(趙準永) · 심상학(沈相學) · 어윤중 · 홍영식 · 이원회(李元會) · 이헌영 · 김옥균 등을 정식위원으로 삼고, 이들을 보조하는 수원(隨員)·통사(通事)·종인(從人)으로 조사 시찰단을 편성하여 일본에 파견하였다. 조사 시찰단은 약 4개월 동안 일본에 머물면서 도쿄, 오사카를 주로 하고 때로는 인접 지방까지 가서 문교·내무·농상·외무·대장·군부 등 각 성(省)의 시설과 세관·조폐 등의 중요 부문 및 제사(製絲)·잠업(蠶業) 등에 이르기까지 고루 시찰하고 귀국했다. 이때 윤치호는 어윤중의 수원(隨員), 유길준도 수원이었다.

## 참고 자료
- 《글로벌 세계대백과사전》,  〈개화정책과 그 반향〉

## 같이 보기
- 이와쿠라 사절단
- 하세쿠라 쓰네나가
  - 게이초 견구사절
- 덴쇼 소년사절단